# Luis Ruano
Luis Ruano (Shushufindi, Ecuador, 13 de noviembre de 1991) es un futbolista ecuatoriano que se desempeña como defensa en el Club Real Santa Cruz de la Primera División de Bolivia.

## Trayectoria
Inició su carrera en las divisiones menores del Centro Deportivo Olmedo, donde debutó en 2012. En 2014, fue cedido al Municipal Cañar y luego pasó a préstamo al Esmeraldas Petrolero. En 2016, regresó al Centro Deportivo Olmedo.
En 2017, tuvo una breve etapa en Audaz Octubrino. Al año siguiente, se unió al Azogues S. C. En 2019, tuvo un breve paso por el Orense Sporting Club antes de unirse al 9 de Octubre, donde logró el ascenso desde la Serie B de Ecuador a la Serie A después de 22 años de ausencia del club.
En 2020, llegó al Guayaquil Sport, donde se proclamó campeón de la Segunda Categoría de Ecuador, logrando así el ascenso a la Serie B, siendo el capitán y uno de los referentes del club durante ese año. Jugó una temporada más en 2021.
En 2022, se unió al Club Atlético Pantoja de la Liga Dominicana de Fútbol.
En el 2023 tuvo un breve paso en el Atlético San Cristóbal de la Liga Dominicana de futbol, para mediados de año llegar a Club Deportivo Real Santa Cruz de la primera división del fútbol Boliviano donde milita hasta la actualidad.

## Estadísticas

### Clubes
Actualizado al último partido disputado el 18 de diciembre de 2024.
| Club                                    | Temporada           | Liga  | Liga  | Copas nacionales | Copas nacionales | Copas internacionales | Copas internacionales | Total | Total | Total  |
| Club                                    | Temporada           | Part. | Goles | Part.            | Goles            | Part.                 | Goles                 | Part. | Goles | Asist. |
| --------------------------------------- | ------------------- | ----- | ----- | ---------------- | ---------------- | --------------------- | --------------------- | ----- | ----- | ------ |
| Olmedo · Ecuador                        | 2010                | 0     | 0     | —                | —                | —                     | —                     | 0     | 0     | 0      |
| Olmedo · Ecuador                        | 2011                | 0     | 0     | —                | —                | —                     | —                     | 0     | 0     | 0      |
| Olmedo · Ecuador                        | 2012                | 7     | 0     | —                | —                | —                     | —                     | 7     | 0     | 0      |
| Olmedo · Ecuador                        | 2013                | 13    | 0     | —                | —                | —                     | —                     | 13    | 0     | 0      |
| Municipal Cañar · Ecuador               | 2014                | 35    | 3     | —                | —                | —                     | —                     | 35    | 3     | 2      |
| Esmeraldas Petrolero · Ecuador          | 2015                | 17    | 2     | —                | —                | —                     | —                     | 17    | 2     | 0      |
| Olmedo · Ecuador                        | 2016                | 23    | 0     | —                | —                | —                     | —                     | 23    | 0     | 0      |
| Olmedo · Ecuador                        | Total club          | 43    | 0     | 0                | 0                | 0                     | 0                     | 43    | 0     | 0      |
| Audaz Octubrino · Ecuador               | 2017                | 21    | 4     | —                | —                | —                     | —                     | 21    | 4     | 0      |
| Azogues S. C. · Ecuador                 | 2018                | 17    | 2     | —                | —                | —                     | —                     | 17    | 2     | 2      |
| 9 de Octubre F. C. · Ecuador            | 2019                | 27    | 0     | —                | —                | —                     | —                     | 27    | 0     | 0      |
| Guayaquil Sport · Ecuador               | 2020                | 19    | 1     | —                | —                | —                     | —                     | 19    | 1     | 0      |
| Guayaquil Sport · Ecuador               | 2021                | 8     | 1     | —                | —                | —                     | —                     | 8     | 1     | 0      |
| Guayaquil Sport · Ecuador               | Total club          | 27    | 2     | 0                | 0                | 0                     | 0                     | 27    | 2     | 0      |
| Atlético Pantoja · República Dominicana | 2022                | 26    | 1     | —                | —                | —                     | —                     | 26    | 1     | 0      |
| Real Santa Cruz · Bolivia               | 2023                | 13    | 0     | 3                | 0                | —                     | —                     | 16    | 0     | 0      |
| Real Santa Cruz · Bolivia               | 2024                | 30    | 3     | —                | —                | —                     | —                     | 30    | 3     | 1      |
| Real Santa Cruz · Bolivia               | Total club          | 43    | 3     | 3                | 0                | 0                     | 0                     | 46    | 3     | 1      |
| Total en su carrera                     | Total en su carrera | 256   | 17    | 3                | 0                | 0                     | 0                     | 259   | 17    | 5      |
| 1.                                      |                     |       |       |                  |                  |                       |                       |       |       |        |

## Palmarés

### Campeonatos provinciales
| Título                          | Club                 | País    | Año  |
| ------------------------------- | -------------------- | ------- | ---- |
| Segunda Categoría de Esmeraldas | Esmeraldas Petrolero | Ecuador | 2015 |
| Segunda Categoría del Guayas    | 9 de Octubre F. C.   | Ecuador | 2019 |

### Campeonatos nacionales
| Título                       | Club            | País    | Año  |
| ---------------------------- | --------------- | ------- | ---- |
| Serie B de Ecuador           | Olmedo          | Ecuador | 2013 |
| Segunda Categoría de Ecuador | Guayaquil Sport | Ecuador | 2020 |